# Mario Bonvicini
Mario Bonvicini (Granarolo dell'Emilia, 10 maggio 1903 – Bologna, 29 maggio 1986) è stato un ciclista su strada italiano.
Professionista tra il 1926 ed il 1930, conta la vittoria di una Tre Valli Varesine.

## Carriera
Nel 1926 Bonvicini vinse la Astico-Brenta e la Tre Valli Varesine. Nella stagione successiva partecipò al Giro d'Italia, classificandosi al secondo posto nella prima tappa, e fu decimo al Giro del Veneto.

## Palmarès
- 1926

Astico-Brenta
Tre Valli Varesine

## Piazzamenti

### Grandi Giri
- Giro d'Italia

1927: ritirato